# Фарни, Ханс
Ханс Фарни (нем. Hans Fahrni; 1 октября 1874, Прага — 28 мая 1939, Берн) — швейцарский шахматист и шахматный теоретик. Шахматный литератор.
Первый крупный успех (1—2-е место) — в чемпионате Швейцарии (1892). Лучшие результаты в международных турнирах: Гамбург (1905) — 2—3-е; Бармен (1905; «Б» турнир) — 4—6-е; Мюнхен (1909; четверной турнир) и Сан-Ремо (1911) — 1-е место. Выиграл матчи у Г. Сальве — 3½ : 1½ (1908; +3 −1 =1) и К. фон Барделебен — 3½ : ½ (1912), сыграл вничью с П. Леонгартом — 1½ : 1½ (1914; +1 −1 =1) и А. Селезнёвым — 3 : 3 (1916; +2 −2 =2).
Автор ряда работ по теории шахмат.

## Книги
- Das Endspiel im Schach. Lehrreiche Beispiele, Lpz., 1917; В русском переводе: Концы игр в шахматах, М., 1926;
- Die Aljechin-Verteidigung, Bern 1922.